# デイビー・ジョーンズ

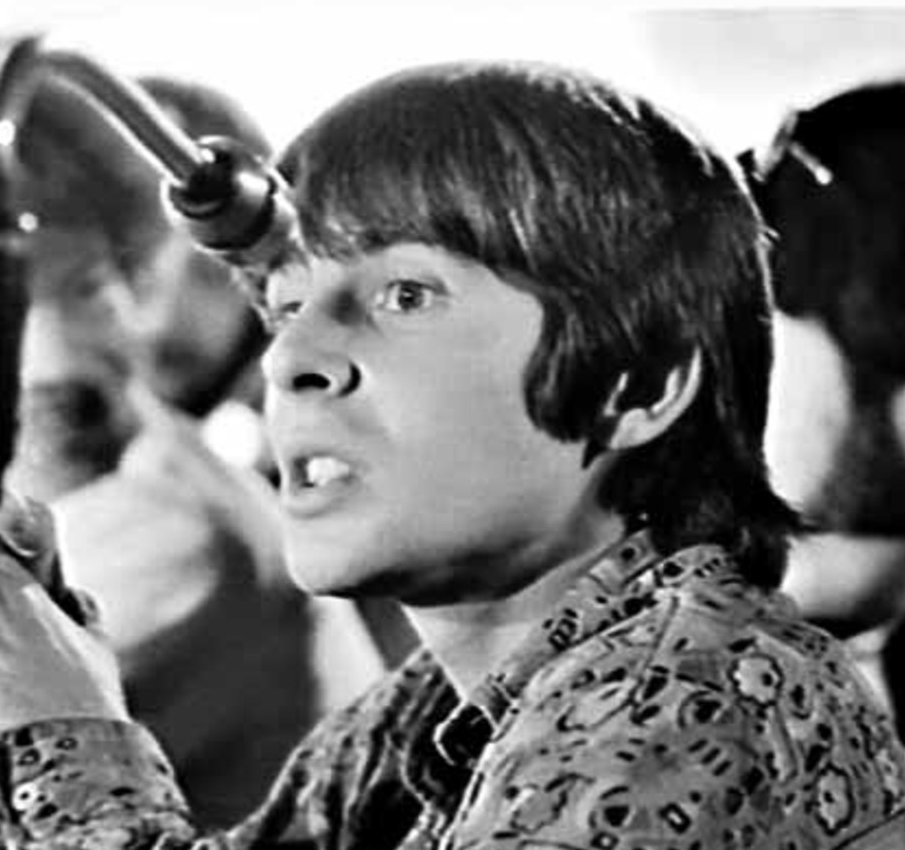
1968年

デイビー・ジョーンズ（Davy Jones、1945年12月30日 - 2012年2月29日）は、マンチェスター出身の歌手、俳優。ザ・モンキーズのリード・ボーカルとして知られる。

## 来歴

### ザ・モンキーズ以前
4人姉弟の末っ子として生まれる。幼少時には教会の聖歌隊に参加、12歳の時に友人とコンゴ・ボーイズを結成し、ギターを担当する。さまざまな悩みから14歳で学校を退学後、家出する。3か月後、母の死でいったん家に戻ったものの、また再び家出する。機械修理工をする傍ら、体格が小さかったこともあり、マンチェスターのニューマーケット競馬場で見習い騎手の資格を取り、騎手を目指す。しかし父の怪我の知らせを受けて家に戻り、騎手の夢を諦めることになった。
1961年夏、父親を養うために俳優養成所でアルバイトをするようになる。そこで舞台裏の仕事をしているうち、俳優に興味を持つようになった。この頃、友人の勧めもありBBCのラジオドラマ・オーディションを受け、少年犯罪者役を演じる。これがきっかけとなり、BBCの『モーニング・ストーリー』に出演した。
その後、ミュージカル『ピーターパン』や1964年に『オリバー!』のアートフル・ドジャー役などのオーディションに合格して、ミュージカル・タレントとして第一歩を踏んだ。『オリバー!』はアメリカでも公演されることになり、アメリカに渡った彼は引き続きミュージカル『ピックウィック・ペーパー』にも出演することが決定、俳優としてのキャリアを築いていく。またこの頃、コロムビア映画の子会社コルピックス・レコードのタレント・スカウトの目に止まり、レコード歌手としてもデビューすることが決まった。
1965年、ソロアルバム『David Jones』をリリースする。また『ベン・ケーシー』などのドラマにゲスト出演した。また、ビートルズが初めて『エド・サリヴァン・ショー』に出演した回に『オリバー!』のドジャー役として出演し、ソロ・ヴォーカルを披露した。また、業界紙『デイリー・ヴァラエティ』の告知を見てモンキーズのオーディションに参加、ミッキー・ドレンツ、マイク・ネスミス、ピーター・トークらと共にメンバーに選出された。

### ザ・モンキーズ時代

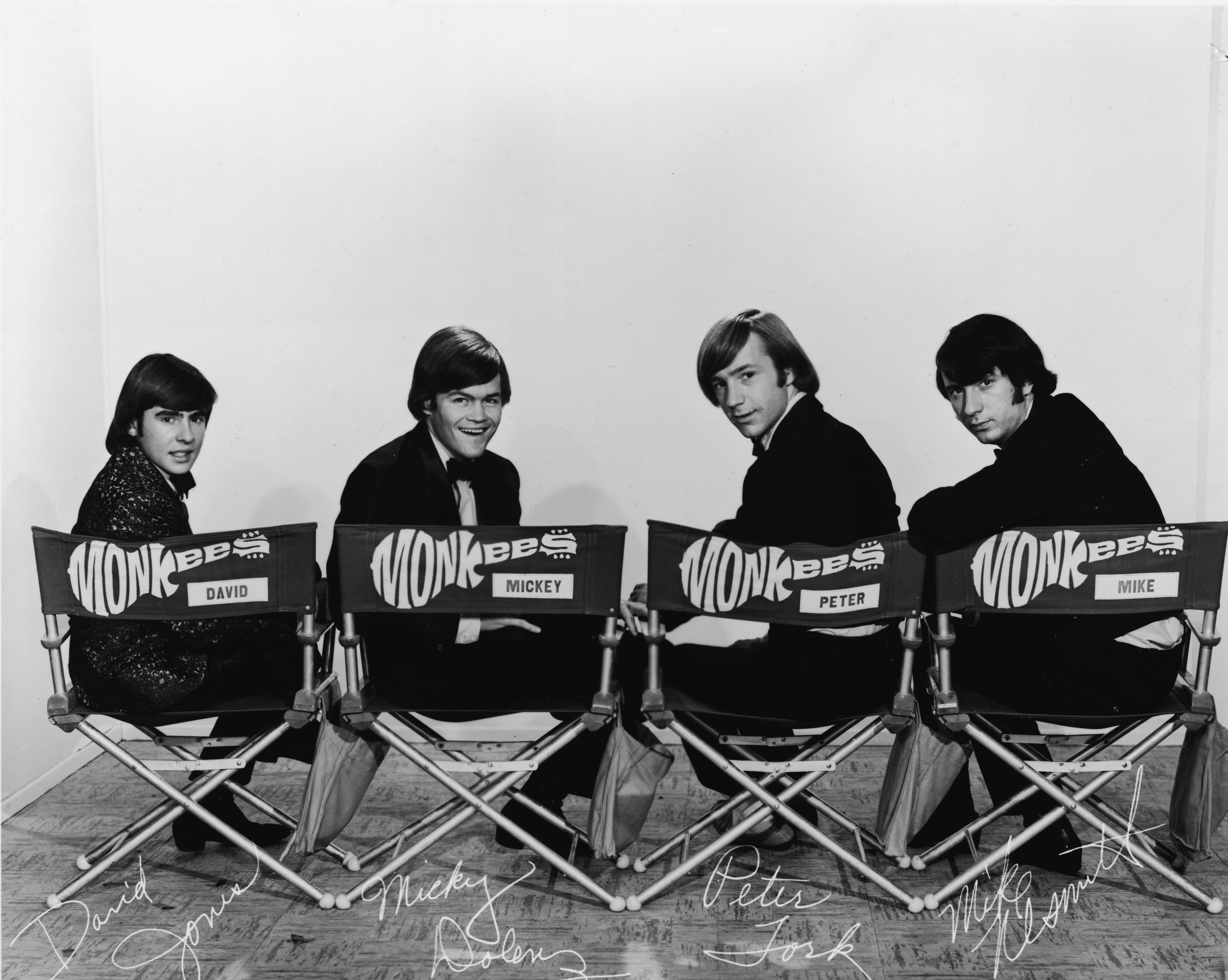
モンキーズ。左からデイビー・ジョーンズ、ミッキー・ドレンツ、ピーター・トーク、マイク・ネスミス

元々メインとしていた活動が俳優であった彼はモンキーズのデビュー（1966年8月）まで楽器の習得とボーカルに時間を割く事が多かった。デビュー後バンドとしてはボーカルとパーカッションを担当。モンキーズの楽曲は主にミッキー・ドレンツと彼がボーカルを担当しているがデイビー・ジョーンズがボーカルをとってヒットしたものには「自由になりたい」、「恋はちょっぴり」、「デイドリーム・ビリーバー」、「すてきなバレリ」などがある。またバンドと同名のテレビドラマ「ザ・モンキーズ」では正真正銘のアイドル役。一目惚れで恋に落ちたり、女の子に追いかけ回されるエピソードも多い。
モンキーズはその強力なセールスプロモーションとテレビ番組の連動によりメガヒットを連発するが内部では制作サイドとの軋轢を抱え、1968年にピーター・トークが、翌1969年にはマイク・ネスミスが脱退してしまう。最後まで『モンキーズ』に残ったのは皮肉にも俳優出身のミッキー・ドレンツと彼であった。

### ザ・モンキーズ後
モンキーズ解散後の1971年、コルジェムスから移管されたベル・レコードよりソロアルバム「Davy Jones」をリリース。その後レコード会社はメトロ・ゴールドウィン・メイヤーへ移籍。また「ゆかいなブレディ家」に本人役で出演した。
1975年、ミッキー・ドレンツ、モンキーズの楽曲担当だったトミー・ボイスとボビー・ハートを加え「ドレンツ、ジョーンズ、ボイス&ハート」を結成。キャピトル・レコードと契約し、アルバム「素晴らしき門出」をリリース。翌1976年、日本でも静岡、東京でコンサートを行った。

### 1970年代後半～晩年
その後活動拠点をイギリスに移しトーストというバンドを組んで活動。また俳優としてもミュージカル「The Point」に出演した。また1980年に日本で起こったモンキーズのリバイバル・ブームにより日本限定シングルの発売、コンサートも行った。1980年代半ばからまたアメリカを拠点にする。1986年にアメリカのリバイバルブームによりマイクを除く3人でモンキーズを再結成し全米ツアーを敢行した。その後節目毎に再結成してモンキーズとしての活動も行った。1990年代以降はほぼ俳優とソロシンガーの活動を両立して行った。生涯現役のパフォーマーだった。
2012年2月29日、フロリダ州の自宅で心臓発作を起こし、搬送先の病院で死亡が確認された。66歳没。

## エピソード
- マンチェスターでの聖歌隊（合唱団）仲間には、後のビージーズが居た。
- モンキーズ当時喫煙者であったが、ファンにローティーンが多かったため、タバコを吸っている写真は撮らせなかった。
- モンキーズ活動中の1968年10月にリンダ・ヘインズと結婚。彼の結婚はテレビ視聴率とレコードセールスに影響があることから1967年頃の交際から2年間伏せられていた。
- 3度の結婚で4女がいる。リンダ・ヘインズと（1968年～1975年まで）の間にタリア・エリザベス（1968年）、セーラ・リー（1971年）、アニタ・ポリンジャと（1981年～1996年まで）の間にジェシカ・リリアン（1981年）、アナベル・シャーロット（1988年）。2009年にジェシカ・パチェコと結婚（死別まで）。
- 2002年に孫が誕生（セーラの息子・ハリー）。
- デヴィッド・ボウイも本名がデビッド・ジョーンズであったため、デビューにあたり同じイギリス出身、歌手で混乱を招くことから芸名に変更した。
- ショウビズ界に入る大きなきっかけは「オリバー!」のミュージカルでのアートフル・ドジャー役であったが1980年代後半以降フェイゲン役でも「オリバー!」のミュージカルに出演している。
- 10代の頃騎手見習いであったがその後正式に騎手の資格を取得。1996年にアマチュアレースで初勝利を収めた。※外部リンクの映像参照
- 日本で1980年代に発売されたシングル（「魔法でダンス」、「恋するデイビー」）の英作詞は湯川れい子。
- 日本で1980年に起きたモンキーズ再ブームの際に単独で来日し、ブームを後押しした東京12チャンネルの子供向け情報番組「おはようスタジオ」（司会：志賀正浩）に出演した[4]。

## 音楽（デイビー・ジョーンズ名義）

### アルバム
- David Jones（1965年）
- Davy Jones（1971年）
- The Point: Original Motion Picture Soundtrack（1978年）[5]
（「Me and My Arrow」「Life Line」「Are you Sleeping」「Gottta Get Up」）
- Live in Japan（1981年）[6]
- The Brady Bunch Movie: Original Motion Picture Soundtrack（1995年）
（「Girl」）

### シングル
- Dream Girl / Take Me To The Paradise（1965年）
- This Bouquet / What Are Going To Do?（1965年）
- The Girl From Chelsea / Theme From A New Love（1965年）
- You Are A Lady（1972年）
- Rubberene（1973年）
- Happy Birthday Mickey Mouse（1978年）
- 恋するデイビー（It's Now）（1981年）[6]
- 魔法でダンス（Dance,Gypsy）（1981年）[6]
- I'll Love You Forever（1984年）

## 出演

### テレビ
- すてきなケティ（1965年）
- ベン・ケーシー（1965年）
- ザ・モンキーズ（1966年）
- 33 1/3 per Monkee（1968年）
- ゆかいなブレディ家（1971年）
- ディスニーランド（1977年）
- 俺がハマーだ!（1988年）
- ボーイ・ミーツ・ワールド（1995年）
- サブリナ（2002年）

### 映画
- ザ・モンキーズ 恋の合言葉HEAD!（1968年）
- ゆかいなブレディ一家/我が家がイチバン（1995年）
- ハイド・アンド・シーク（1996年） クレジットなし
- Sexina: Popstar P.I.（2006年）

## 書籍
- They Made A Monkee Out Of Me
自伝（1991年）
- Mutant Monkees Book
本人によるコンピュータグラフィック作品集
- Davy Jones: Daydream Believin'
自伝（2000年）